# Нина Буњевац
Нина Буњевац, (Велaнд, 1973) је српска и канадска карикатуристица, илустратор и стрип аутор.

## Биографија
Рођена је 1973. у Велaнду од родитеља српских досељеника из Југославије. Кад је имала двије године, њена мајка се са њом и сестром Саром вратила у Југославију, гдје је живјела у Земуну и Нишу, да би побјегла од свог супруга Петра (родом из славонског села Доњи Богићевци) који се педесетих година доселио у Канаду. Петар је био радикални српски националиста, припадник Српског ослободилачког покрета Отаџбина (СОПО) и Покрета српских четника Равне горе. Погинуо је у својој гаражи у Торонту приликом израде бомбе 1977. године. Са њим су погинули његови саборци Радивоје Раде Панић и Павао Павле Кљаић.
У Нишу је завршила Средњу школу за дизајн „Ђорђе Крстић” (смјер графички дизајн). У Торонто се враћа 1990. године гдје је похађала Централну техничку школу и дипломирала на Факултету умјетности и дизајна Универзитета у Онтарију 1997. Радила је као сликар, илустратор и наставник ликовне умјетности прије него што се окренула стрипу. Први стрип нацртала је 2004. Њени стрипови су се појављивали у бројним међународним стрип часописима. Између осталог објављени су у Комиказама, Black (Итлија), GIUDA-i (Италија), Стрипбургеру, Zone 5300 (Холандија), Стрипполису, ArtReviewu (Уједињено Краљевство), Asiatroma/Le Dernier Cri (Француска), Broken Pencil, Exile, Taddle Creek (Канада), Mineshaft и The Best American Comics (САД). Добитница је "Златног пера Београда" на 11. Међународном бијеналу илустрације у Београду за насловницу антологије Женски стрип на Балкану („Балканске жене у стрипу”), коју је објавила Издавачка кућа "Фибра" из Хрватске 2010. Енглеска верзија овог стрипа објављена је 2012. Њена прва збирка стрипова била је "Хладна као лед" објављена 2011. у Србији. Стрип је објавила издавачка кућа Омнибус. Исти албум, под називом Heartless, септембра 2012. објављује канадски издавач Conundrum Press, а потом и француски издавач Ici-même Editions. За овај стрип је добила награду "Даг Рајт" за најбољег новог талента 2013.
Стрип "Отаџбина" објављен је 2014. Енглеско издање овог стрипа се нашло и на Њујорк Тајмсовој листи најпродаванијих књига. Овај стрип је 2015. освојио награду "Даг Рајт" за најбољу књигу 2015. Гардијан је "Отаџбину" односно "Fatherland" уврстио у најбоље графичке новеле за 2014. Преведен је на шпански, њемачки, италијански, словеначки, француски, чешки и хрватски. Српско издање објавио је System Comics.
Њена трећа стрип књига "Безимена" ушла је у званичну селекцију Међународног фестивала у Ангулему 2019. освојивши награду "Артемизија" у категорији најбољег цртежа у Француској. Такође је освојила награду за најбољи стрип на Лука Комикс енд гејмс фестивалу 2019. у Луки, Италија.